# Pure Fucking Armageddon
Pure Fucking Armageddon este prima realizare discografică a formației Mayhem. Nici până acum nu se știe cu exactitate cine a cântat pe acest demo; unii susțin că Euronymous a cântat, alții susțin că Necrobutcher a cântat, iar alții susțin că ambii au cântat.
Versiunea originală a acestui demo s-a produs în doar 100 de copii, fiecare dintre ele fiind numerotată manual. Ulterior a fost relansat de două ori.
Pe copertă apare o fotografie a sculpturii O Cristo Torturado (Hristos Torturat) de artistul brazilian Guido Rocha.

## Lista pieselor

### Side: Fuck
1. "Voice Of A Tortured Skull (Intro)" - 02:22
2. "Carnage" - 04:14
3. "Ghoul" - 03:31
4. "Black Metal (Total Death Version)"[1] - 02:06
5. "Pure Fucking Armageddon" - 02:50

### Side: Off
1. "Mayhem" (instrumental) - 01:46
2. "Ghoul" (instrumental) - 03:43
3. "Pure Fucking Armageddon" (instrumental) - 02:43
4. "Carnage" (instrumental) - 04:32

## Personal
- Euronymous - chitară, vocal(?)
- Necrobutcher - chitară bas, vocal(?)
- Manheim - baterie